# Tapio Sten
Tapio Juhani Sten (Turku, 20 dicembre 1949) è un ex cestista finlandese.

## Carriera
Con la Finlandia ha disputato i Campionati europei del 1977.

## Palmarès
- Campionato finlandese: 4

Turun NMKY: 1972-73, 1974-75, 1976-77, 1981-82